# Internetcafé

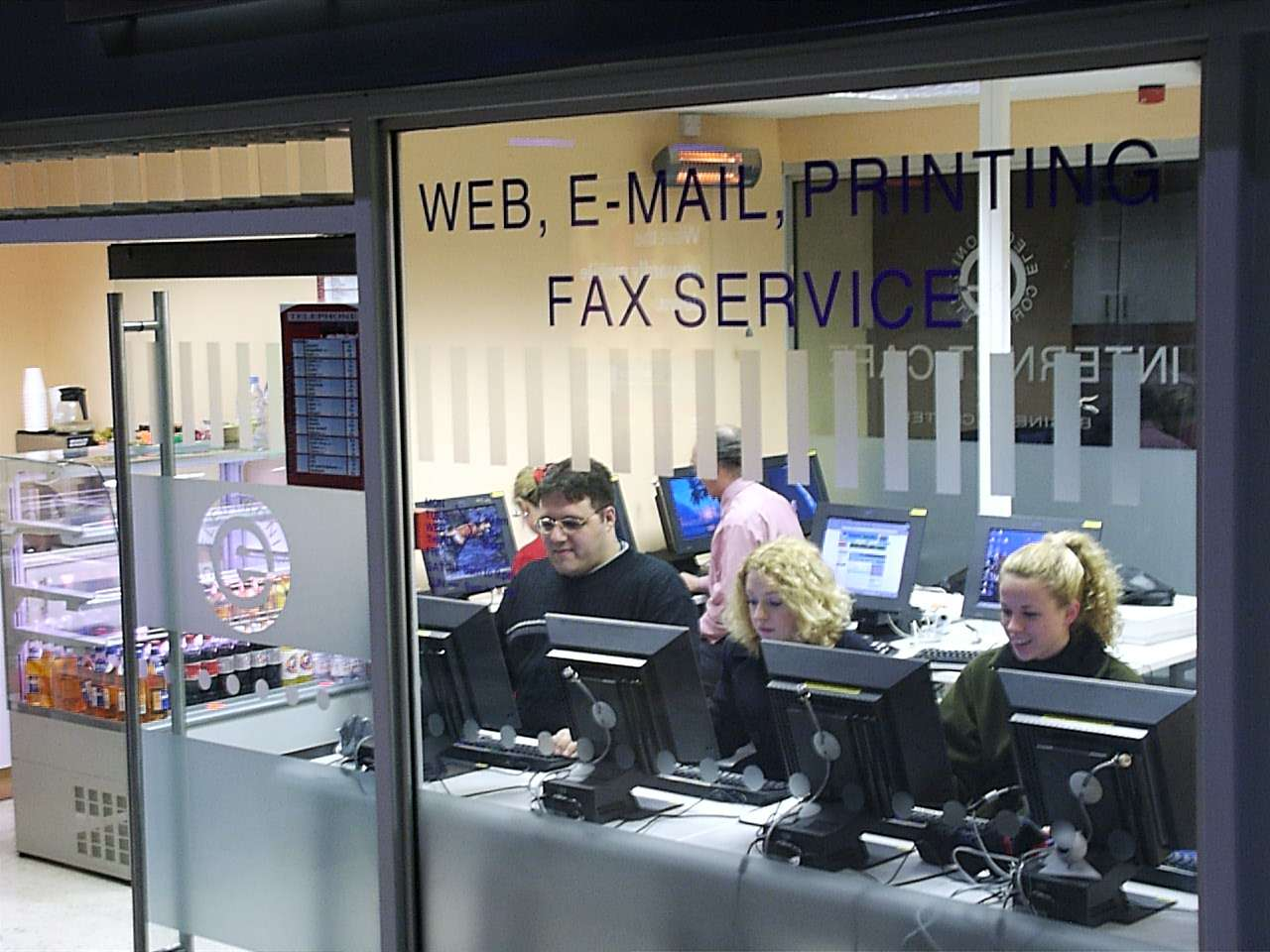
Internetcafé

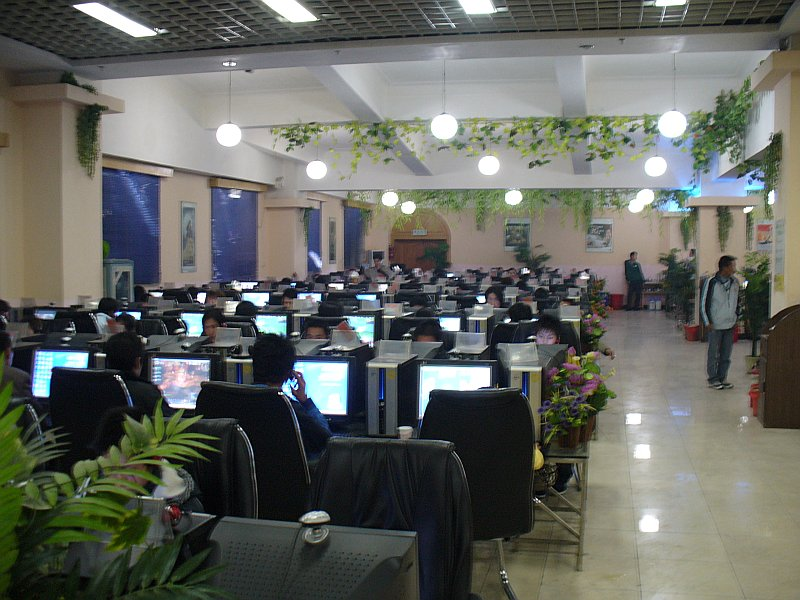
Internetcafé in der Provinz Yunnan, China

Ein Internetcafé ist ein Betrieb mit mindestens einem Internetzugang, den eine Gruppe von Menschen oder aber alle Personen – meist gegen Entgelt – zum Surfen im World Wide Web nutzen können. Häufig werden Getränke und Snacks zum Verkauf angeboten. Sehr häufig sind Internetcafés kombiniert mit privaten Telefonzellen (auch Telecafé oder Callshop genannt) und dem Verkauf von internationalen Telefonkarten. Insbesondere im englischsprachigen Ausland werden Internetcafés meist Cybercafé (Neologismus aus den Worten Cyberspace und Café) genannt. Seit der flächendeckenden Einführung des Mobilen Internets haben Internetcafés in Deutschland ihr Angebot auf das Kopieren und Ausdrucken von Dokumenten, den Verkauf von Prepaidkarten, Zigaretten und alkoholischen Getränken ausgedehnt.

## Vorkommen
Internetcafés können sich an öffentlich zugänglichen Orten befinden, zum Beispiel in einer Bücherei oder in einem Schnellrestaurant. Firmen, Vereine, soziale Institutionen und Bildungseinrichtungen stellen Internetcafés ihren Mitarbeitern, Mitgliedern oder Jugendlichen zur Verfügung. Die meisten Internetcafés sind kleine eigenständige, gewerbliche Einrichtungen mit Ladencharakter. In Industrienationen ist ihre Zahl rückläufig, während sie in Schwellen- und zum Teil auch in Entwicklungsländern boomen, da dort nur sehr wenige Personen überhaupt einen Computer und noch weniger einen (wirklich schnellen) Internetzugang besitzen. In Internetcafés kann beides geboten werden.

## Geschichte und Ausblick
Bereits 1991 eröffnete das von Wayne Gregori betriebene SF Net in San Francisco. Populär wurden Internetcafés ab etwa 1994 in den USA. Das mit 800 Computern größte Internetcafé der USA, das von der Kette EasyEverything (später EasyInternetcafé) der EasyGroup betrieben wurde, befand sich ab November 2000 im Theater District von Manhattan. Das erste Internet-Café der EU, CompuCafe, wurde im September 1993 im finnischen Helsinki eröffnet. Das erste Internetcafés im Vereinigten Königreich war das Cyberia in London, das im September 1994 entstand. Das vermutlich erste Internetcafé Deutschlands, Falken’s Maze, wurde  am 1. Juli 1994 in Fürth eröffnet.
In Deutschland ist der Bestand an Internetcafés seit der Smartphone-Revolution rückläufig, da immer mehr Personen ihren eigenen Internetzugang haben. An öffentlichen Orten verdrängen Hot Spots für Wireless LAN die Internetcafés, da die Nutzer nun bevorzugt mit ihrem eigenen Mobilgerät surfen. Etwa bis Ende der 2000er Jahre war die Verbreitung in Stadtteilen mit hohem Migrantenanteil noch stark. Dort wurden und werden sie meist von Migranten betrieben. Allerdings ist ihre Zahl in den 2010er Jahren dort ebenfalls stark rückläufig.

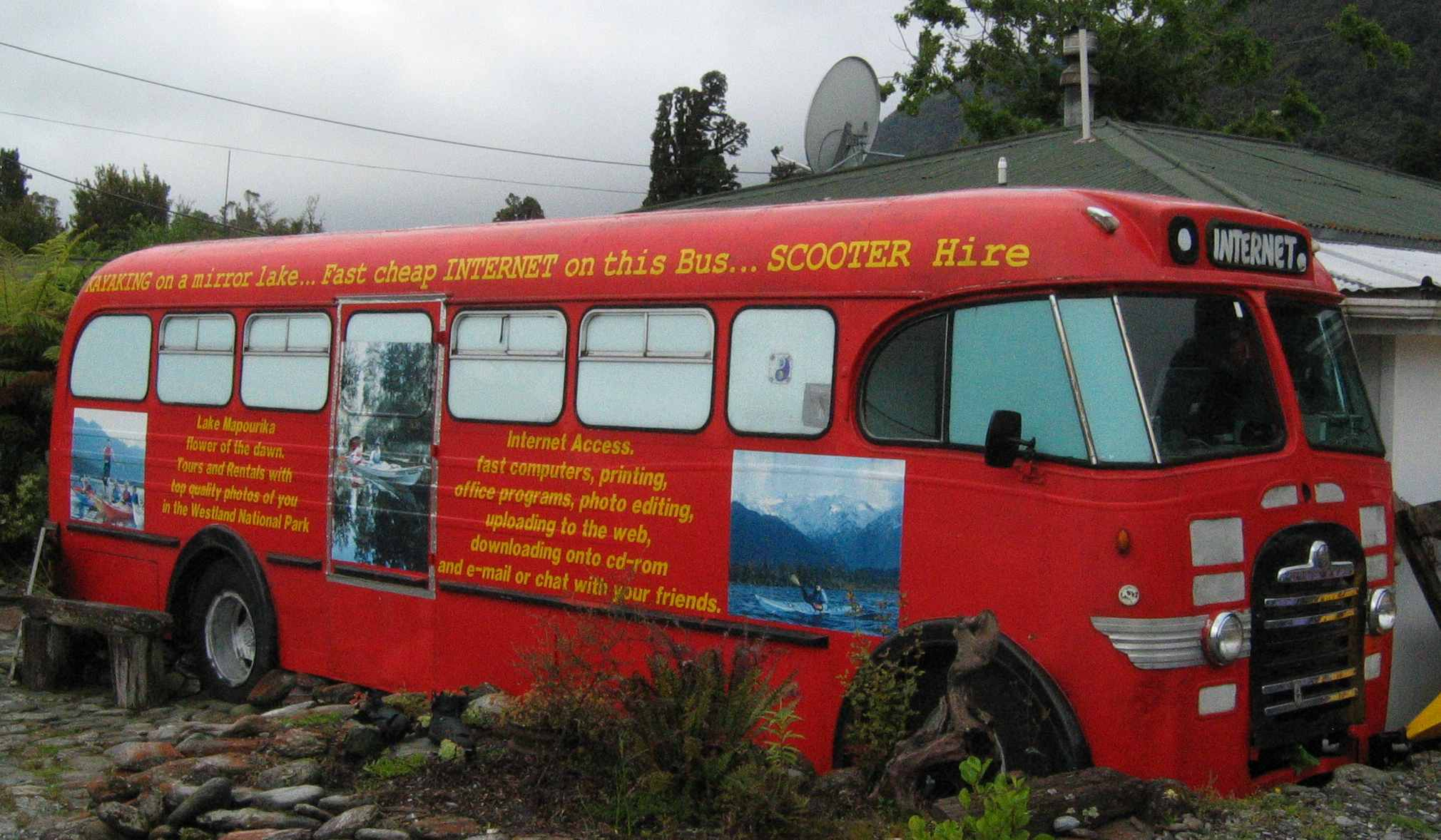
Internetcafé am Franz-Josef-Gletscher 2006

In Urlaubsgegenden wie auf Gran Canaria oder selbst in der Mount-Everest-Region (z. B. in Namche Bazar und sogar noch in Dingboche) sind dagegen die Internetcafés, oft auch als stationäre Internetecken in Hotellobbys, noch weit verbreitet. Für einige Fernreisende sind sie noch ein wichtiger Kommunikationspunkt, sie werden aber auch dort oft durch WLAN in vielen Hotels und Gastronomiebetrieben nach und nach überflüssig gemacht.
In vielen Entwicklungs- und Schwellenländern sind Internetcafés weiterhin (Stand 2019) allgegenwärtig. Allerdings tritt dort das Internetsurfen seit etwa 2010 immer stärker hinter die Nutzung im Rahmen von Multiplayer Online Battle Arenas und anderen Videospielen zurück, sodass man dort typischerweise auf Jugendliche aus dem jeweiligen Stadtviertel trifft.
In Berlin treten Internetcafés häufig in Kombination mit einem Spätkauf auf.

## Dienstleistungen
Ein Internetcafé dient in erster Linie dem kostenpflichtigen Zugang zum Internet, wie etwa den webbasierten E-Mail-Diensten. Darüber hinaus können weitere Dienstleistungen wie das Überspielen von Daten auf Datenträger, Ausdrucke, Digitalisierung von Bildern oder Aufladen von Prepaidkarten für Handys möglich sein. Beliebt sind in Internetcafés auch über mehrere PCs vernetzte Spiele.

## Hardware

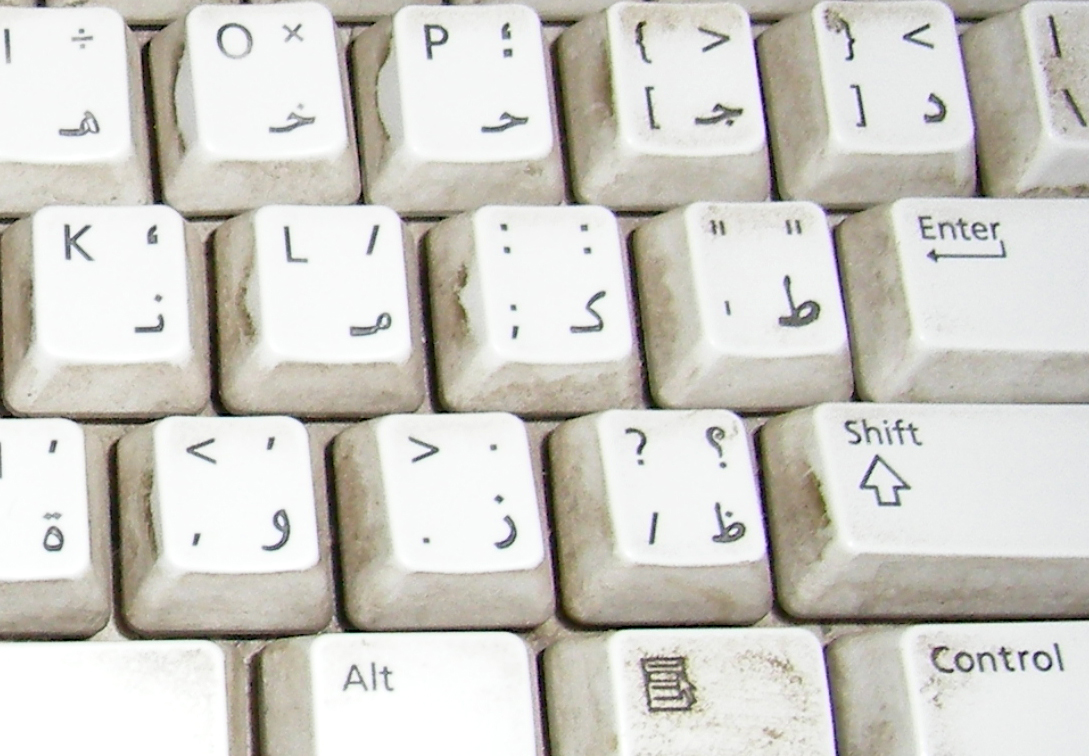
Arabische Tastatur in einem ägyptischen Internetcafé

Wird ein Internetcafé von vielen Personen genutzt, so sind die Geräte oft in robusteren Gehäusen untergebracht. Besonders die Tastatur und die Maus bzw. das Touchpad sind durch Vandalismus und Diebstahl gefährdet. Auf Diskettenlaufwerke, CD-Laufwerke und Speicherkartenlesegeräte wird manchmal verzichtet, um wenigstens diese Möglichkeiten zur Manipulation oder Einschleusung von Malware auszuschließen. Ein Münzwerk oder ein Lesegerät für Debit- und Kreditkarten ermöglicht gebührenpflichtiges Surfen. Mehrere Internetterminals können mit einem Internetserver verbunden sein. Größere Internetcafés können von speziell geschulten Mitarbeitern betreut werden. Solche Internetcafés haben meist keine Computer mit Münzwerk oder Lesegerät für Debit- und Kreditkarten, weil die Bezahlung an einer Kasse erfolgt.

## Software
Anstelle der üblichen Webbrowser wie Internet Explorer oder Firefox werden häufig Systeme verwendet, die zusätzliche Aufgaben erfüllen können: Abrechnen der Surfsitzung, blockieren jugendgefährdender Seiten, kostenlose oder kostenpflichtige Bereitstellung von Spielen, löschen des Browser-Caches und aller Cookies nach dem Ausloggen des letzten Benutzers, Statistikauswertungen, Wartungsfunktionen etc. Die Verbindung mit dem Internet wird in der Regel über einen DSL-Zugang durchgeführt. Die Browser Internet Explorer und Mozilla Firefox sind dennoch in den meisten Cafés verfügbar.

## Rechtliche Aspekte in Deutschland
Für Internetcafés gibt es bis heute keine gewerberechtliche Kategorie. Vielmehr sind sie „sonstige Gewerbe“. Soweit es um die bauliche Nutzung geht (§ 1 Abs. 1 BauGB), werden Internetcafés bodenrechtlich häufig pauschal als Vergnügungsstätten kategorisiert. Dies geschieht regelmäßig mit dem Argument, sie seien primär vom „Unterhaltungszweck“ geprägt. Daran fehlt es bei der Inanspruchnahme von Internetdienstleistungen. Und ob zusätzlich in regelmäßig geringem Umfang Speisen und Getränke angeboten werden, ist kein Kriterium für oder gegen eine bestimmte Gewerbekategorie nach § 1 BauNVO.
Internetcafé-Betreiber müssen viele gesetzliche Regelungen beachten. Es muss sichergestellt sein, dass Benutzer unter 18 Jahren keine jugendgefährdenden Inhalte betrachten können, sei es am eigenen oder am fremden Bildschirm. Problematisch ist das Anbieten von Spielen an Internetterminals. Nach einem Urteil des Bundesverwaltungsgerichts handelte es sich bei einem Internetcafé, das überwiegend Spiele anbietet (Gaming-Café), zunächst um einen spielhallenähnlichen Betrieb, der somit erlaubnispflichtig war. Über eine entsprechende Spielhallenerlaubnis verfügten derartige Gewerbe aber gerade nicht. Da sie somit nicht erlaubnisfähig waren, verschwanden solche „Internetcafés“ vom Markt. Seit der Änderung der Gewerbeordnung im Jahr 2012 sind Unterhaltungsspiele von der Spielhallenerlaubnis nicht mehr erfasst. Derartige „Internetcafés“ sind seither gewerberechtlich erlaubnisfrei.
In Deutschland besteht für den Besuch von Internetcafés keine Ausweispflicht. Das kann einen User zu der Annahme verleiten, sich in einem Zustand absoluter Sicherheit vor Strafverfolgung zu befinden. Das ist allerdings nicht der Fall, weil oft eine Videoüberwachung vorgenommen wird, welche, auch wenn der Betreiber keine strafbare Handlung oder Ruhestörung erkennt, für Ermittlungsbehörden archiviert wird. Deshalb können auch in Internetcafés strafrechtlich relevante Postings zurückverfolgt werden, selbst wenn der Besucher keine verräterischen Eingaben gemacht hat.